# Vaux-sur-Seine
Vaux-sur-Seine ist eine französische Gemeinde mit 5143 Einwohnern (Stand 1. Januar 2022) im Département Yvelines in der Region Île-de-France. Die Einwohner werden Vauxois genannt.

## Geographie
Die Gemeinde liegt etwa 20 Kilometer östlich von Mantes-la-Jolie, dem Verwaltungssitz des Arrondissements. Nachbargemeinden sind:
- Évecquemont
- Menucourt
- Boisemont
- Triel-sur-Seine
- Verneuil-sur-Seine

## Bevölkerungsentwicklung

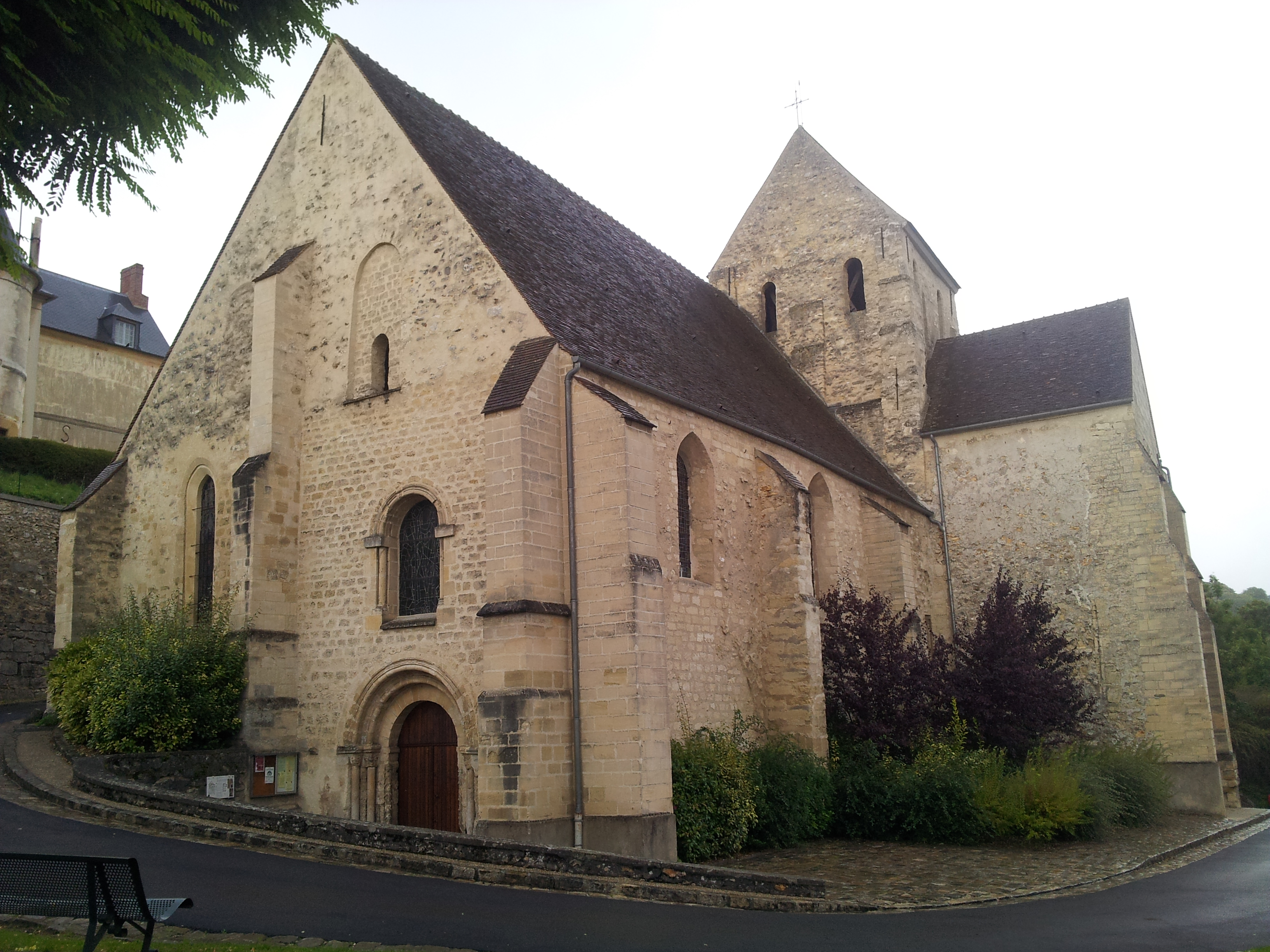
Kirche Saint-Pierre-aux-Liens

| Jahr      | 1968 | 1975 | 1982 | 1990 | 1999 | 2006 | 2011 | 2019 |
| Einwohner | 2736 | 2851 | 3105 | 3790 | 4369 | 4745 | 4798 | 5010 |

## Baudenkmäler
Siehe: Liste der Monuments historiques in Vaux-sur-Seine

## Bildung
1965 wurde im Ort durch Jacques Blocher, Samuel Bénétreau, André Thobois und Jules-Marcel Nicole ein evangelisches Seminar evangelikaler Prägung mit dem Namen Faculté libre de Théologie Evangélique de Vaux-sur-Seine (FLTE) gegründet. Erster Dekan dieser Fakultät war John Winston, auf ihn folgte der Theologe Henri Blocher. Einer von elf Dozenten im Jahr 2018 war der baptistische Pastor Louis Schweitzer.